# Beipiaocarabus oblonga
Beipiaocarabus oblonga (лат.) — ископаемый вид жесткокрылых насекомых из семейства Trachypachidae, близкого к жужелицам. Обнаружен в юрских отложениях Китая (Yujiagou, Beipiao City, Хэбэй, около 160 млн лет, Haifanggou Formation). Размер тела 7,0×3,5 мм, передние крылья 5,5×2,5 мм. Вид Beipiaocarabus oblonga был впервые описан в 1983 году китайским палеоэнтомологом И. Хонгом (Hong Y. C., Китай) вместе с таксонами Isfaroptera yujiagouensis, Anthocoleus hebeiensis, Anthoscytina longa, Hebeianaxyela clavicornuta, Sinocephus haifanggouensis, Sinocoris oblonga, Sinonitidulina longa и другими новыми ископаемыми видами. Таксон Beipiaocarabus oblonga включён в состав рода Beipiaocarabus Hong 1983. Сестринскими таксонами этого рода являются: Dundorabus, Eodromeinae, Necronectulus, Procalosoma, Trachypachinae, Xinbinia.